# Zückshuter Forst

Lage des gemeindefreien Gebiets Zückshuter Forst im Landkreis Bamberg

Der Zückshuter Forst ist ein 5,78 km² großes gemeindefreies Gebiet im Landkreis Bamberg in Bayern. 

## Name
Er ist benannt nach dem Dorf Zückshut, einem Ortsteil der Gemeinde Breitengüßbach. 

## Geographie
Das Gebiet befindet sich nördlich der Stadt Bamberg und zählt zur Metropolregion Nürnberg.

### Nachbargemeinden
Nachbargemeinden des Zückshuter Forstes sind im Uhrzeigersinn und im Norden beginnend Breitengüßbach, Memmelsdorf, Gundelsheim, Hallstadt und Kemmern.